# 吕公弼
吕公弼（1007年—1073年），字宝臣，寿州（宋时辖区在今安徽省境）人，北宋大臣。呂夷簡之子，吕公绰之弟，吕公著之兄。

## 生平
吕公弼赐进士出身，积官升迁直史馆、河北转运使。自宝元、庆历以来，驻守军队备边。西夏的危机消除后，将领依旧驻守，百姓疲于运粮。吕公弼开始疏通御河，漕米供应塞下，冶铁资助经费；移近边屯兵到京东就食；增加守城兵卒，供给板筑；蠲免赋税何百姓所欠数百万。吕夷简死后，宋仁宗想起他，问知公弼名，记在殿柱上。至此，更加赏识他的作为。擢升为都转运使，加龙图阁直学士、知瀛州，入权开封府。曾奏事退下，宋仁宗目送，对宰相说：“吕公弼很像他父亲。”
改任同群牧使，以枢密直学士知渭州、延州二州，改任成都府。治政尚宽仁，人们怀疑缺少威严决断。营中兵卒犯法当杖责，拒绝不受，说：“宁可用剑杀死我。”吕公弼说：“杖责是国法，剑杀是你自己的要求。”杖责而后斩杀，军府肃然。宋英宗罢三司使蔡襄，召吕公弼取代他。开始，吕公弼在群牧时，英宗居藩，得赐马很差，想要换不被同意。这时，宋英宗对他说：“卿之前不给朕马，那时我就了解卿了。蔡襄主持三司，诉讼不按时决断，所以事情多积留。卿继承他的位子，将怎么办？”吕公弼叩首辞谢，回答：“蔡襄勤于政事，未尝有过失，恐怕是有人妄说。”英宗以吕公弼为长者。拜为枢密副使。当时上书言事之人多次与大臣异议去职，吕公弼上谏：“谏官、御史，为陛下耳目，执政为股肱。股肱耳目，必互为所用，然后身体安康而元首尊贵。应该察言观事，了解因果再加以进升退斥。”彗星出营室，英宗心忧，同列官员请整饬边备。吕公弼说：“彗星不是小变故，陛下应该谨慎修德，以应天戒，臣担心忧患不在边境。”
宋神宗即位，司马光弹劾内侍高居简，神宗未决。吕公弼说：“司马光与高居简，势不两立。高居简是内臣，司马光朝中执法，愿陛下选择其中重要的。”神宗问：“那该怎么办？”吕公弼说：“高居简升迁一官，而解处他的近侍之职，司马光就不会争了。”于是听从，吕公弼进为枢密使。议论之人想要合并环庆路、鄜延路为一路，吕公弼说：“从白草西到定远，中间相去千里，如果合为一路，有了紧急情况，将何以应对？”又想要下发边臣让他们讨论，吕公弼说：“朝廷之上没有决定，而诿于边吏，可以吗？”于是停止。
王安石知政事。怨恨吕公弼不依附自己，请皇帝用公弼之弟吕公著为御史中丞来逼他退位。吕公弼不自安，立时上奏回避，皇帝不许。陈升之建议，卫兵年龄四十以上，稍不合规的，减其粮饷，迁到淮南。吕公弼认为不合人情，神宗说：“这是应当斥退的剩员，现今特为优待，有何妨害？”吕公弼回答：“臣不敢以生事邀名，只是担心误国。既让他们离开本土，又削去粮饷，如果二十万人都生反意，怎么办？”韩绛建议恢复肉刑，吕公弼力陈不可，神宗都因此废止。
王安石变法，吕公弼多次说应该务安静，又上疏论述。从孙吕嘉问偷出他的稿本给王安石看，王安石先将此上告，神宗不高兴，于是罢为观文殿学士、知太原府。韩绛宣抚秦、晋，将攻取啰兀城，令河东发兵二万，抵达神堂新路。吕公弼说：“敌人必设伏以待我军。永和关虽远，却可安行无患。”于是从永和关进军。结果新路援兵果然遇伏，神宗下诏褒赏吕公弼。麟州没有井，只有沙泉在城外，想要扩充城墙把泉包进去，而土质易陷，西夏人每次来围城，人们都担心渴死。吕公弼用属下邓子乔之计，仿古代拔轴法，去除沙子，填充炭末，在上面埋土，板筑立起，于是把泉包于城中。从此城坚不陷，麟州城也得以坚守。
因病请知郑州。王韶取熙河，朝廷选择秦凤路的帅司，神宗说：“公弼在河东，正是出师仓猝之时，有安抚指挥之能，应该派他去。”于是任命为宣徽西院使、判秦州。神宗怀疑他不肯前行，公弼闻命就在整理行装，神宗高兴，召他入对，慰劳后派遣。到达秦州，吐蕃董毡给他写信称敕，吕公弼拒绝，说：“藩臣安得妄自称敕？”董毡害怕，从此不再敢。才过了一个月，再以病求解职，担任西太一宫使。卒年六十七岁。赠太尉，谥号惠穆。